# Біг на 10000 метрів
Біг на 10000 метрів — легкоатлетична дисципліна, що входить до програми Олімпійських ігор та чемпіонатів світу з легкої атлетики. Крім стадіонного бігу проводяться змагання на 10 км з кросу та бігу по шосе.

## Чільна десятка бігунів усіх часів

### Чоловіки
- Станом на липень 2021[1].

| Місце | Час      | Спортсмен          | Країна  | Дата            | Місце    |
| ----- | -------- | ------------------ | ------- | --------------- | -------- |
| 1.    | 26.11,00 | Джошуа Чептегей    | Уганда  | 07 жовтня 2020  | Валенсія |
| 2.    | 26.17,53 | Кененіса Бекеле    | Ефіопія | 26 серпня 2005  | Брюссель |
| 3.    | 26.22,75 | Хайле Гебрселассіє | Ефіопія | 01 червня 1998  | Генгело  |
| 4.    | 26.27,85 | Пол Тергат         | Кенія   | 22 серпня 1997  | Брюссель |
| 5.    | 26.30,03 | Ніколас Кембой     | Кенія   | 05 вересня 2003 | Брюссель |
| 6.    | 26.30,74 | Абебе Дінкеса      | Ефіопія | 29 травня 2005  | Генгело  |
| 7.    | 26.33,93 | Джейкоб Кіплімо    | Уганда  | 19 травня 2021  | Острава  |
| 8.    | 26.35,63 | Міка Коґо          | Кенія   | 25 серпня 2006  | Брюссель |
| 9.    | 26.36,26 | Пол Коеч           | Кенія   | 22 серпня 1997  | Брюссель |
| 10.   | 26.37,25 | Зерсенай Тадесе    | Еритрея | 25 серпня 2006  | Брюссель |

### Жінки
- Станом на липень 2021[2].

| Місце | Час      | Спортсменка         | Країна     | Дата            | Місце          |
| ----- | -------- | ------------------- | ---------- | --------------- | -------------- |
| 1.    | 29.01,03 | Летесенбет Гідей    | Ефіопія    | 08 червня 2021  | Генгело        |
| 2.    | 29.06,82 | Сіфан Гассан        | Нідерланди | 06 червня 2021  | Генгело        |
| 3.    | 29.17,45 | Алмаз Аяна          | Ефіопія    | 12 серпня 2016  | Ріо-де-Жанейро |
| 4.    | 29.31,78 | Ван Цзюнься         | КНР        | 08 вересня 1993 | Пекін          |
| 5.    | 29.32,53 | Вів'єн Черуйот      | Кенія      | 12 серпня 2016  | Ріо-де-Жанейро |
| 6.    | 29.39,42 | Гудаф Цегай         | Ефіопія    | 08 травня 2021  | Мая            |
| 7.    | 29.42,56 | Тірунеш Дібаба      | Ефіопія    | 12 серпня 2016  | Ріо-де-Жанейро |
| 8.    | 29.50,77 | Калкідан Ґезахеґне  | Бахрейн    | 08 травня 2021  | Мая            |
| 9.    | 29.53,51 | Еліс Апрот Навовуна | Кенія      | 12 серпня 2016  | Ріо-де-Жанейро |
| 10.   | 29.53,80 | Меселеч Мелкаму     | Ефіопія    | 14 червня 2009  | Утрехт         |

## Рекорди світу
Рекорди світу фіксуються тільки для стадіонного бігу. Станом на липень 2021 рекорд світу серед чоловіків становить 26:11.00 і належить Джошуа Чептегею з Уганди. Серед жінок рекорд світу належить ефіопській легкоатлетці Летесенбет Гідей, яка на Меморіалі Фанні Бланкерс-Кун у Генгело 08.06.2021 року показала результат 29:01,03 секунди.
Рекорди світу з бігу на 10 000 м  (1911—1978 р.р.)
| Час Прізвище спортсмена | Місто | Дата |
| 30.58,8 Ж. Буен (Франція) 30.40,2 П. Нурмі (Фінляндія) 30.35,4 В. Ритола (Фінляндія) 30.23,2 В. Ритола (Фінляндія) 30.06,2 П. Нурмі (Фінляндія) 30.05,6 И. Салмінен (Фінляндія) 30.02,0 Т. Мякі (Фінляндія) 29.52,6 Т. Мякі (Фінляндія) 29.35,4 В. Хейно (Фінляндія) 29.28,2 3. Затопек (Чехословаччина) 29.27,2 В. Хейно (Фінляндія) 29.21,2 3. Затопек (Чехословаччина)) 29.02,6 3. Затопек (Чехословаччина) 29.01,6 3. Затопек (Чехословаччина)) 28.54,2 3. Затопек (Чехословаччина) 28.42,8 Ш. Іхарош (Угорщина) 28.30,4 В. Куц (СРСР) 28.18,8 П. Болотніков (СРСР) 28.18,2 П. Болотніков (СРСР) 28.15,6 Р. Кларк (Австралія) 28.14,0 Р. Кларк (Австралія) 27.39,4 Р. Кларк (Австралія) 27.38,4 Л. Вірен (Фінляндія) 27.30,8 Д. Бедфорд (Велика Британія) 27.30,47 С. Кімобва (Кенія) 27.22,47 X. Рено (Кенія) | Париж Стокгольм Хельсінкі Париж Куопро Коувола Тампере Хельсінкі Острава Коувола Острава Турку Стара-Болеслав Брюссель Будапешт Москва Київ Москва Мельбурн Турку Осло Мюнхен Лондон Хельсінкі Вена | 16.11.1911 22.6.1921 25.5.1924 6.7.1924 31.8.1924 18,7,1937 29,9,1938 17.71939 25.8.1944 11.6.1949 1.9.1949 22.10.1949 4.8.1950 1.11.1953 1.6.1954 15.7.1956 11.9.1956 15.10.1960 11.8.1961 18.12.1963 16.6.1965 14.7.1965 3.9.1972 13.7.1973 30.6.1977 10.6.1978 |

Література: Лассе Вирен. Золоченые шиповки. Москва, «Физкультура и спорт» 1979. стор. 132.

## Медалісти

### Олімпійські ігри

#### Чоловіки
| Ігри                | Золото               | Срібло              | Бронза               |
| ------------------- | -------------------- | ------------------- | -------------------- |
| Стокгольм 1912      | • Ганнес Колехмайнен | • Льюїс Теваніма    | • Альбін Стенроос    |
| Антверпен 1920      | • Пааво Нурмі        | • Жозеф Гіймо       | • Джеймс Вілсон      |
| Париж 1924          | • Вілле Рітола       | • Едвін Віде        | • Ееро Берг          |
| Амстердам 1928      | • Пааво Нурмі        | • Вілле Рітола      | • Едвін Віде         |
| Лос-Анджелес 1932   | • Януш Кусоцинський  | • Волмарі Ісо-Голло | • Лассе Віртанен     |
| Берлін 1936         | • Ілмарі Сальмінен   | • Арво Аскола       | • Волмарі Ісо-Голло  |
| Лондон 1948         | • Еміль Затопек      | • Ален Мімун        | • Бертіл Альбертссон |
| Гельсінкі 1952      | • Еміль Затопек      | • Ален Мімун        | • Олександр Ануфрієв |
| Мельбурн 1956       | • Володимир Куц      | • Йожеф Ковач       | • Аллан Лоуренс      |
| Рим 1960            | • Петро Болотніков   | • Ганс Гродоцькі    | • Девід Пауер        |
| Токіо 1964          | • Біллі Міллс        | • Могаммед Гаммуді  | • Рон Кларк          |
| Мехіко 1968         | • Нафталі Тему       | • Мамо Волде        | • Могаммед Гаммуді   |
| Мюнхен 1972         | • Лассе Вірен        | • Еміль Путтеманс   | • Мірутс Їфтер       |
| Монреаль 1976       | • Лассе Вірен        | • Карлос Лопес      | • Брендан Фостер     |
| Москва 1980         | • Мірутс Їфтер       | • Карло Манінка     | • Могамед Кедір      |
| Лос-Анджелес 1984   | • Альберто Кова      | • Майк Маклеод      | • Майкл Мусьокі      |
| Сеул 1988           | • Брагім Бутаєб      | • Сальваторе Антібо | • Кіпкембой Кімелі   |
| Барселона 1992      | • Халід Сках         | • Річард Челімо     | • Аддіс Абебе        |
| Атланта 1996        | • Хайле Гебрселассіє | • Пол Тергат        | • Салех Гіссу        |
| Сідней 2000         | • Хайле Гебрселассіє | • Пол Тергат        | • Ассефа Мезгебу     |
| Афіни 2004          | • Кененіса Бекеле    | • Сілеші Сігіне     | • Зерсенай Тадесе    |
| Пекін 2008          | • Кененіса Бекеле    | • Сілеші Сігіне     | • Міка Коґо          |
| Лондон 2012         | • Мо Фара            | • Гален Рупп        | • Таріку Бекеле      |
| Ріо-де-Жанейро 2016 | • Мо Фара            | • Пол Тануї         | • Тамірат Тола       |

#### Жінки
| Ігри                | Золото             | Срібло              | Бронза                  |
| ------------------- | ------------------ | ------------------- | ----------------------- |
| Сеул 1988           | • Ольга Бондаренко | • Ліз Макколган     | • Олена Жупієва-В'язова |
| Барселона 1992      | • Дерарту Тулу     | • Елана Меєр        | • Лінн Дженнінгс        |
| Атланта 1996        | • Фернанда Рібейро | • Ван Цзюнься       | • Гете Вамі             |
| Сідней 2000         | • Дерарту Тулу     | • Гете Вамі         | • Фернанда Рібейро      |
| Афіни 2004          | • Сін Хвейна       | • Еєгаєгу Дібаба    | • Дерарту Тулу          |
| Пекін 2008          | • Тірунеш Дібаба   | • Елван Абейлегессе | • Шелейн Фленеген       |
| Лондон 2012         | • Тірунеш Дібаба   | • Саллі Кіп'єго     | • Вів'єн Черуйот        |
| Ріо-де-Жанейро 2016 | • Алмаз Аяна       | • Вів'єн Черуйот    | • Тірунеш Дібаба        |

### Чемпіонати світу

#### Чоловіки
| Чемпіонат      | Золото                   | Срібло                   | Бронза                   |
| -------------- | ------------------------ | ------------------------ | ------------------------ |
| Гельсінкі 1983 | Альберто Кова (ITA)      | Вернер Шильдгауер (GDR)  | Гансєрг Кунце (GDR)      |
| Рим 1987       | Пол Кіпкоеч (KEN)        | Франческо Панетта (ITA)  | Гансєрг Кунце (GDR)      |
| Токіо 1991     | Мозес Тануї (KEN)        | Річард Челімо (KEN)      | Халід Сках (MAR)         |
| Штутгарт 1993  | Хайле Гебрселассіє (ETH) | Мозес Тануї (KEN)        | Річард Челімо (KEN)      |
| Готенбург 1995 | Хайле Гебрселассіє (ETH) | Халід Сках (MAR)         | Пол Тергат (KEN)         |
| Афіни 1997     | Хайле Гебрселассіє (ETH) | Пол Тергат (KEN)         | Салах Гіссу (MAR)        |
| Севілья 1999   | Хайле Гебрселассіє (ETH) | Пол Тергат (KEN)         | Ассефа Мезгебу (ETH)     |
| Едмонтон 2001  | Чарлз Каматі (KEN)       | Ассефа Мезгебу (ETH)     | Хайле Гебрселассіє (ETH) |
| Париж 2003     | Кененіса Бекеле (ETH)    | Хайле Гебрселассіє (ETH) | Сілеші Сігіне (ETH)      |
| Гельсінкі 2005 | Кененіса Бекеле (ETH)    | Сілеші Сігіне (ETH)      | Мозес Мосоп (KEN)        |
| Осака 2007     | Кененіса Бекеле (ETH)    | Сілеші Сігіне (ETH)      | Мартін Мататі (KEN)      |
| Берлін 2009    | Кененіса Бекеле (ETH)    | Зерсенай Тадесе (ERI)    | Мозес Масаї (KEN)        |
| Дегу 2011      | Ібрагім Єйлан (ETH)      | Мо Фара (GBR)            | Імане Мерга (ETH)        |
| 2013 Москва    | Мо Фара (GBR)            | Ібрагім Єйлан (ETH)      | Пол Тануї (KEN)          |
| Пекін 2015     | Мо Фара (GBR)            | Джеффрі Кіпсанг (KEN)    | Пол Тануї (KEN)          |
| Лондон 2017    | Мо Фара (GBR)            | Джошуа Чептегей (UGA)    | Пол Тануї (KEN)          |
| Доха 2019      | Джошуа Чептегей (UGA)    | Йоміф Кеджелча (ETH)     | Ронекс Кіпруто (KEN)     |
| Юджин 2022     | Джошуа Чептегей (UGA)    | Стенлі Мбуру (KEN)       | Джейкоб Кіплімо (UGA)    |
| Будапешт 2023  | Джошуа Чептегей (UGA)    | Данієль Ебеньйо (KEN)    | Беріху Арегаві (ETH)     |

#### Жінки
| Чемпіонат      | Золото                   | Срібло                  | Бронза                   |
| -------------- | ------------------------ | ----------------------- | ------------------------ |
| Рим 1987       | Інгрід Крістіансен (NOR) | Олена Жупієва (URS)     | Катрін Уллріх (GDR)      |
| Токіо 1991     | Ліз Макколган (GBR)      | Чжон Хуаньді (CHN)      | Ван Сютін (CHN)          |
| Штутгарт 1993  | Ван Цзюнься (CHN)        | Чжон Хуаньді (CHN)      | Саллі Барсосіо (KEN)     |
| Готенбург 1995 | Фернанда Рібейро (POR)   | Дерарту Тулу (ETH)      | Тегла Лороупе (KEN)      |
| Афіни 1997     | Саллі Барсосіо (KEN)     | Фернанда Рібейро (POR)  | Чіба Масако (JPN)        |
| Севілья 1999   | Гете Вамі (ETH)          | Пола Редкліфф (GBR)     | Тегла Лороупе (KEN)      |
| Едмонтон 2001  | Дерарту Тулу (ETH)       | Бергане Адере (ETH)     | Гете Вамі (ETH)          |
| Париж 2003     | Бергане Адере (ETH)      | Веркнеш Кідане (ETH)    | Сунь Інцзє (CHN)         |
| Гельсінкі 2005 | Тірунеш Дібаба (ETH)     | Бергане Адере (ETH)     | Еєгаєгу Дібаба (ETH)     |
| Осака 2007     | Тірунеш Дібаба (ETH)     | Елван Абейлегессе (TUR) | Кара Гучер (USA)         |
| Берлін 2009    | Лінет Масаї (KEN)        | Меселеч Мелкаму (ETH)   | Вуде Аялев (ETH)         |
| Дегу 2011      | Вів'ян Черуйот (KEN)     | Саллі Кіп'єго (KEN)     | Лінет Масаї (KEN)        |
| Москва 2013    | Тірунеш Дібаба (ETH)     | Гледіс Чероно (KEN)     | Белайнеш Олджира (ETH)   |
| Пекін 2015     | Вів'єн Черуйот (KEN)     | Гелете Бурка (ETH)      | Емілі Інфелд (USA)       |
| Лондон 2017    | Алмаз Аяна (ETH)         | Тірунеш Дібаба (ETH)    | Агнес Джебет Тіроп (KEN) |
| Доха 2019      | Сіфан Гассан (NED)       | Летесенбет Гідей (ETH)  | Агнес Джебет Тіроп (KEN) |
| Юджин 2022     | Летесенбет Гідей (ETH)   | Геллен Обірі (KEN)      | Маргарет Кіпкембой (KEN) |
| Будапешт 2023  | Гудаф Цегай (ETH)        | Летесенбет Гідей (ETH)  | Еджгаєху Тає (ETH)       |